# Хосефинос

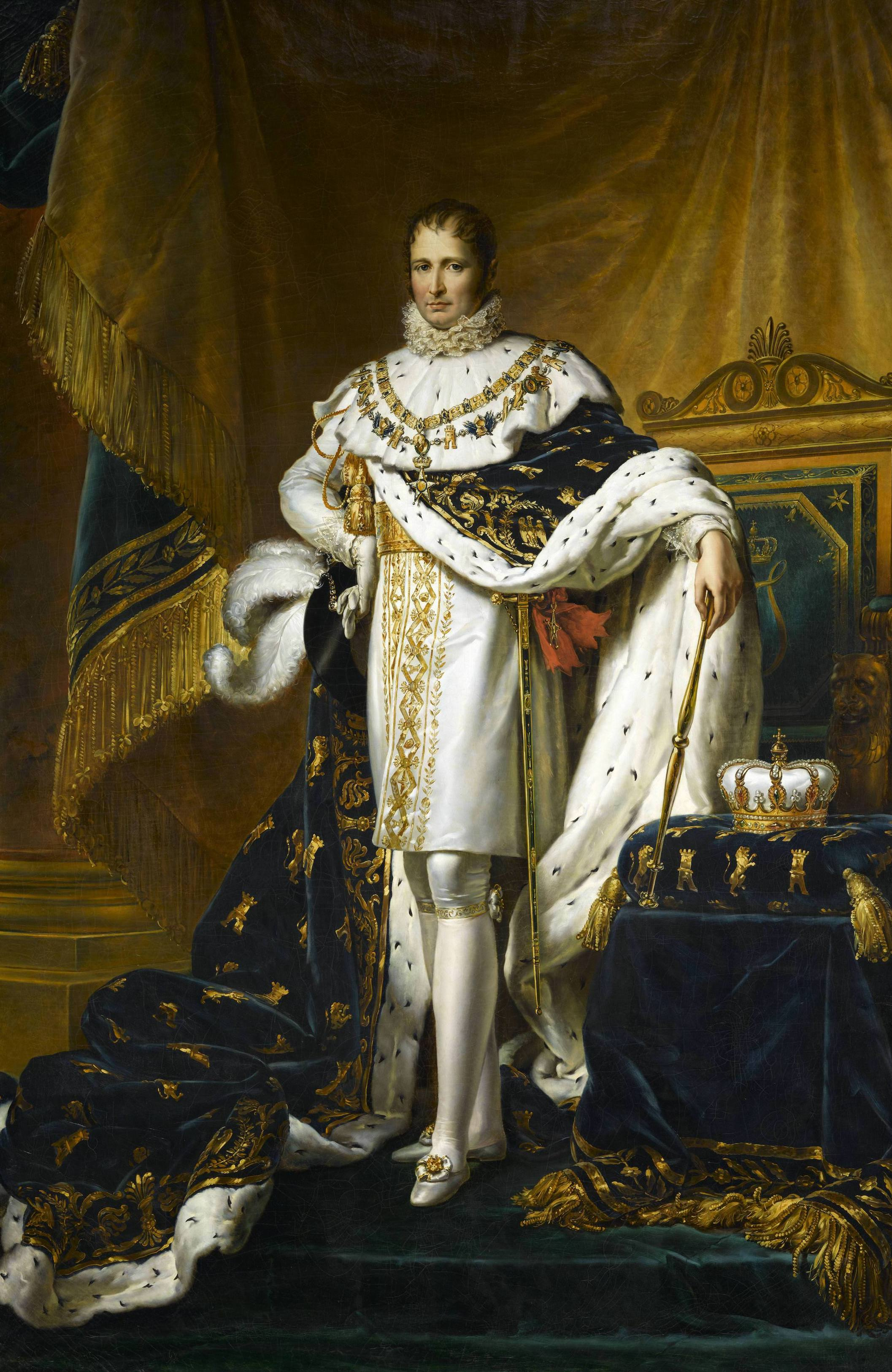
Жозеф I, король Испании; ок. 1808 года; художник Франсуа Жерар; из музея дворца Фонтенбло.

Хосефи́нос (исп. josefinos; от Jose [Хосе] = Жозеф), также афрансесады, афрансесадо (исп. afrancesado; [afɾanθeˈsaðo]; офранцуженные; профранцузские) — в Испании, оккупированной в 1808—1813 годах французскими наполеоновскими войсками — испанцы, присягнувшие Байонскому статуту (конституции), объявленной королём Жозефом Бонапартом 6 июля 1808 года; и вообще все, примкнувшие к французам во время их вторжения.
Среди афрансесадо было много образованных людей из высших классов, которые искренне симпатизировали некоторым аспектам французской политики. Например, после упразднения французами инквизиции, историк и священник Хуан Льоренте впервые получил доступ к её архивам.
Когда в 1813 году англо-испанская армия герцога Веллингтона стала развивать успешное наступление, многие афрансесадо отступали вслед за французской армией короля Жозефа и маршала Журдана, которая была разбита в битве при Витории, после чего отступление стало похоже на бегство.
С падением иностранного владычества (1813) преследуемые всеми партиями «афрансесады» большей частью (около 10 000 человек) переселились во Францию. Фердинанд VII постановлением от 30 мая 1813 года объявил их лишёнными гражданских прав и запретил даже их жёнам и детям возвращаться на родину. Только с восстановлением правления кортесов 8 мая 1820 года им было дозволено вернуться в Испанию, а декретом от 21 сентября того же года им было возвращено имущество.
От афрансесадо, сторонников Байонской конституции короля Хосе, следует отличать либерально настроенных патриотов, сторонников Кадисской конституции, которые сражались против французов, но, после возвращения на престол консервативно настроенного короля Фердинанда VII, впали в немилость. Среди них, например, поэт Мануэль Кинтана (1772—1857) — певец и пламенный сторонник народной войны; после реставрации Фердинанда VII был заключен в крепость, где провёл шесть лет.

## Известные деятели-хосефиносы
- Азанза, Мигель Хосе (1746—1826) — бывший вице-король Новой Испании,один из ключевых соратников короля Жозефа, получивший от него титул герцога Санта-Фе. После поражения французов уехал в Бордо, в Испанию не вернулся.
- Бургос, Хавьер де (1778—1848) — юрист, журналист, писатель и переводчик; при Жозефе Бонапарте был субпрефектом.
- Гойя, Франсиско (1746—1828, ум. в Бордо) — художник и гравёр; подозревался в сотрудничестве.
- Кабаррюс, Франсиско (1752—1810) — при Жозефе Бонапарте был министром финансов. Его дочь Тереза Тальен была женой француза, участника революции Тальена.
- Листа, Альберто (1775—1848) — испанский католический священник, поэт и радикальный либерал.
- Льоренте, Хуан Антонио (1756—1823) — историк, католический священник, доктор канонического права; состоял в правительстве Ж. Бонапарта и добился упразднения инквизиции.
- Мелендес Вальдес, Хуан (1754—1817) — испанский поэт, основатель саламанкской поэтической школы.
- Наваррете, Мартин Фернандес де (1765—1844) — историк, моряк, научный писатель; обвинялся в сотрудничестве с французами, на родину смог вернуться в 1824 году.
- Киприано Палафокс и Портокарреро, 8-й граф Монтихо (1784—1839) — испанский аристократ, камергер короля Жозефа и полковник его армии; в боях с англичанами потерял глаз; после поражения французов выехал во Францию. Известен прежде всего, как отец французской императрицы Евгении Монтихо.
- Сор, Фернандо (1778—1839, ум. в Париже) — классический гитарист-виртуоз и композитор; при французах занимал административный пост.
- Эскоикис, Хуан (1762—1820) — преклоняясь перед Наполеоном, посоветовал Фердинанду VII поехать в Байонну и участвовал в переговорах, окончившихся отречением Фердинанда от престола.[2].

## Источник
- Афрансесады или Хозефины // Энциклопедический словарь Брокгауза и Ефрона : в 86 т. (82 т. и 4 доп.). — СПб., 1890—1907.